# Куйминка
Куйминка — река в Талдомского городском округе Московской области России, правый приток Дубны.
Длина реки составляет 18 км, площадь водосборного бассейна — 99,6 км². Берёт начало в 2 км западнее деревни Григорово, протекает по очень заболоченной местности. Впадает в Дубну в 26 км от её устья, у деревни Куймино. Равнинного типа, питание преимущественно снеговое. Замерзает обычно в середине ноября, вскрывается в середине апреля:7—8.
По данным Государственного водного реестра России, относится к Верхневолжскому бассейновому округу. Речной бассейн — (Верхняя) Волга до Куйбышевского водохранилища (без бассейна Оки), речной подбассейн — бассейны притоков (Верхней) Волги до Рыбинского водохранилища, водохозяйственный участок — Волга от Иваньковского гидроузла до Угличского гидроузла (Угличское водохранилище).